# Eriocaulon jauense
Eriocaulon jauense är en gräsväxtart som beskrevs av Harold Norman Moldenke. Eriocaulon jauense ingår i släktet Eriocaulon och familjen Eriocaulaceae. Inga underarter finns listade i Catalogue of Life.